# Every Second Counts

Every Second Counts est le 3e album studio du groupe Plain White T's sorti en 2007.

## Titres
1. Hey There Delilah
2. Our Time Now
3. Come Back to Me
4. Hate (I Really Don't Like You)
5. You and Me
6. Friends Don't Let Friends Dial Drunk
7. Making a Memory
8. So Damm Clever
9. Tearing us Appart
10. Write You a Song
11. Gimme a Chance
12. Figure It Out
13. Let Me Take You There
14. Take Me Away

## Ventes et classements
Every Second Counts a atteint la 10e position du Billboard 200 aux États-Unis, où il est certifié disque d'or par la Recording Industry Association of America en octobre 2007. Au Royaume-Uni, l'album entre directement 3e de l'UK Albums Chart en septembre 2007. En France, l'album est entré dans le Top album en 178e position, la semaine du 1er décembre 2007. Il se hisse jusqu'à la 65e place, deux mois plus tard. Au total, Every Second Counts est resté 21 semaines parmi les 200 albums les plus vendus en France. L'album s'est également classé dans les charts australiens, autrichiens, flamands, néerlandais ou encore suisse.
| Classement (2007-2008)        | Meilleure position |
| ----------------------------- | ------------------ |
| Australie (ARIA)              | 45                 |
| Autriche (Ö3 Austria Top 40)  | 27                 |
| Belgique (Flandre Ultratop)   | 98                 |
| France (SNEP)                 | 65                 |
| Pays-Bas (Mega Album Top 100) | 66                 |
| Royaume-Uni (UK Albums Chart) | 3                  |
| Suisse (Schweizer Hitparade)  | 66                 |